# Clive Wearing
Clive Wearing (ur. 11 maja 1938 r.) – brytyjski muzykolog, dyrygent, tenor i pianista.

## Biografia
Do połowy lat 80., kiedy to stracił pamięć, był jednym z najlepszych znawców twórczości i odtwórcą dzieł renesansowego kompozytora Orlando di Lassa. Kiedy Wearing śpiewał swoim tenorem pieśni w Katedrze Westminsterskiej, na jego występy przychodziły tłumy. Założył londyński chór Europa Singers, a w dniu ślubu księżnej Diany i księcia Karola odpowiadał za dobór utworów puszczanych w stacji BBC Radio 3.

### Choroba
26 marca 1985 roku jego kariera załamała się: Wearing miał problemy z odpowiadaniem na nawet proste pytania, które zadawała mu jego żona Deborah. Doktor, do którego zabrała męża, stwierdził jednak, że to zwykła grypa i przemęczenie wywołane pracą. Polecił odpoczynek i przepisał pigułki na sen. Zasugerował też Deborah, że nie musi pilnować męża i może spokojnie pójść do pracy – pigułki miały go uśpić co najmniej na osiem godzin.
Gdy Deborah wróciła z pracy, zamiast chorego męża zastała puste łóżko opuszczone w nieładzie. Dopiero po pewnym czasie otrzymała telefon z policji. Clive’a, snującego się bez celu po mieście, znalazł taksówkarz.

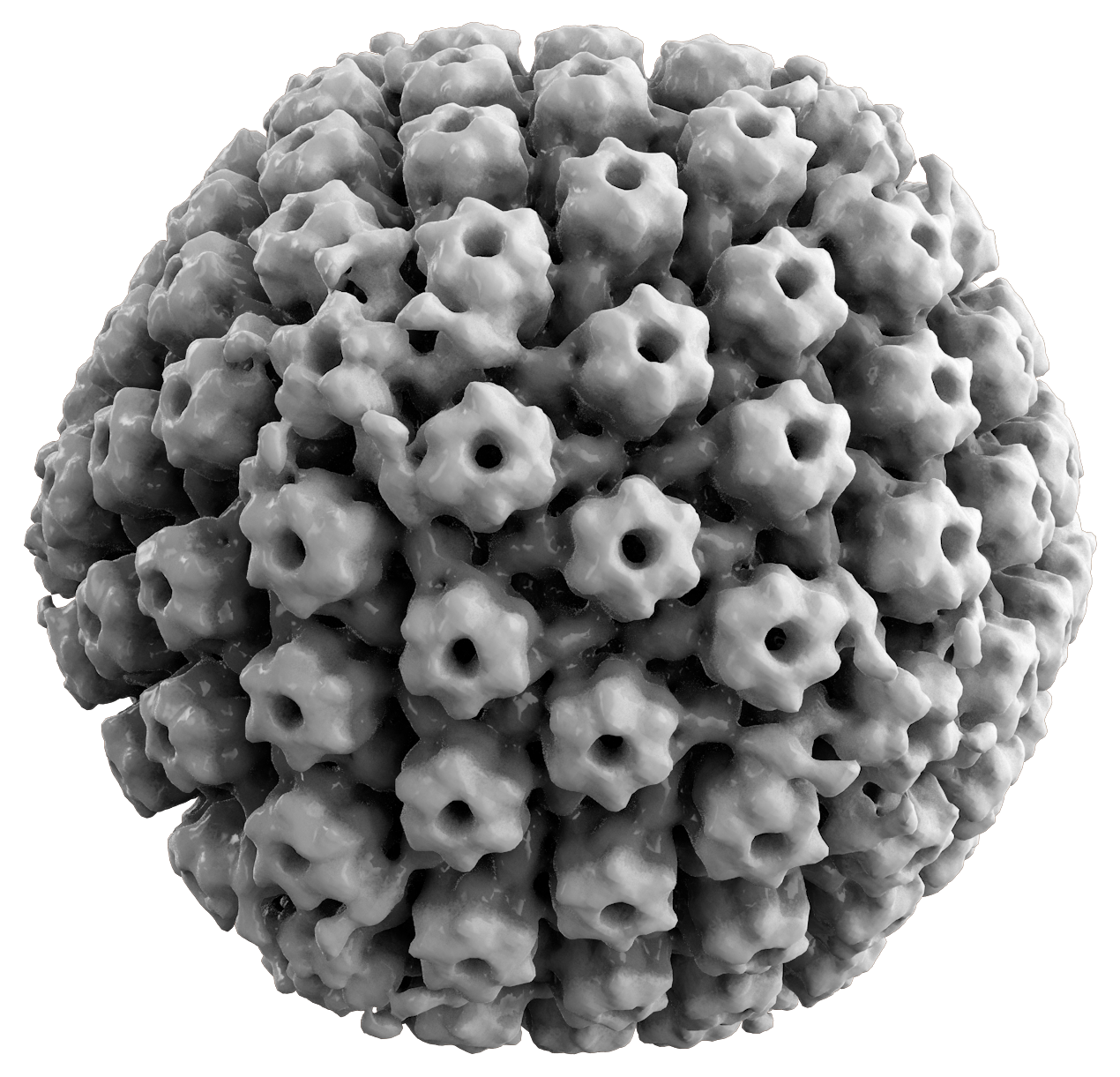
Trójwymiarowa struktura wirusa HSV wywołującego opryszczkowe zapalenie mózgu

Po wykonaniu dokładniejszych badań okazało się, że mąż Deborah zachorował na opryszczkowe zapalenie mózgu, chorobę wywołaną przez wirusy opryszczki, którym udało się przedostać do mózgu i zaatakować budujące go komórki. Nieleczona powoduje śmierć w około 70% przypadków. Jeśli pacjentom poda się wysokie dawki leku przeciwwirusowego, śmiertelność spada do około 30%. Ci, którzy przeżyli, cierpią zwykle na poważne powikłania wynikłe z uszkodzeń neurologicznych mózgu.
Wywołane chorobą uszkodzenia mózgu doprowadziły u Wearinga do rozwoju ciężkiego przypadku współwystępującej amnezji wstecznej i następczej.

### Objawy
Wearing nie był w stanie przypomnieć sobie praktycznie żadnych wydarzeń ze swojego życia. Nie poznawał w zasadzie nikogo z wyjątkiem swojej żony. Mówił jej, że jest pierwszym człowiekiem, jakiego widzi na oczy. Choć wiedział, kim jest jego żona, nie pamiętał żadnych z nią wcześniejszych spotkań. Stracił też pamięć smaków i zapachów.
Rozwój amnezji spowodował, że Wearing przestał zapamiętywać jakiekolwiek nowe wspomnienia. Jeśli ktoś wszedł do jego pokoju, jawił mu się nie tylko jako pierwszy widziany w całym życiu na oczy człowiek, ale też zostawał zapominany niemal natychmiast, gdy Wearing przestawał nań patrzeć. Po chwili ta sama osoba znowu wydawała mu się pierwszym w życiu widzianym człowiekiem. Jedyna część pamięci, która zdawała się u Wearinga funkcjonować prawidłowo, to pamięć krótkotrwała.

Gadatliwość Clive’a, jego niemal kompulsywna potrzeba rozmowy i podtrzymywania konwersacji, służyła zbudowaniu niepewnego mostu, a gdy przestawał mówić, otchłań czekała, by go pochłonąć. To w istocie miało miejsce, gdy wyszliśmy do marketu, zaś ja i on oddzieliliśmy się na chwilę od Deborah. Nagle wykrzyknął: „Jestem świadomy teraz… Nigdy wcześniej nie widziałem człowieka… przez trzydzieści lat… to jest jak śmierć!”. Wyglądał na bardzo rozzłoszczonego i zestresowanego. Deborah stwierdziła, że personel [placówki opiekuńczej] nazywa takie ponure monologi jego śmierciami – notują, jak wiele przydarza mu się danego dnia czy tygodnia, i wnioskują na tej podstawie o stanie jego umysłu.

{{Cytat}} Gołe linki: "źródło".
Gdy wirus zaatakował mózg Wearinga, uszkodził różne jego obszary w odmienny sposób. Zniszczył mu między innymi hipokamp, strukturę, która jest kluczowa dla formowania trwałych wspomnień (a zatem przenoszenia informacji z pamięci tymczasowej do pamięci trwałej). To dlatego Wearing cierpi na amnezję następczą, nie może zapamiętywać nowych rzeczy na stałe, dysponuje jedynie pamięcią tymczasową, rozciągającą się na nie więcej niż pół minuty wstecz.
Inne uszkodzenia upośledziły z kolei funkcje związane z pamięcią długotrwałą, w największym stopniu związane z pamięcią epizodyczną, która została praktycznie wykasowana. Pamięć semantyczna częściowo zachowała się – to dlatego Wearing może prowadzić rozmowy, nawet jeśli ich tematyka z konieczności jest ograniczona do kilku prostych tematów, zaś odpowiednie pytania mogą łatwo ujawnić luki także w tym rodzaju pamięci.
Pamięć niejawna wydaje się u Wearinga nienaruszona. Jest on w stanie nie tylko pisać swój dziennik, ale też grać na fortepianie, czy dyrygować chórem. Ci, którzy znali Wearinga, nim zachorował, są zgodni – w pełni zachował swoje umiejętności muzyczne. Potrafi odegrać całe utwory, wciąż pojmując ich strukturę, emocje i sens, a także pokierować zespołem innych wykonawców. Jednocześnie zapytany o to, czy może zagrać jakiś utwór, odpowiada zwykle, że nigdy go nie grał, choćby w rzeczywistości grał go chwilę wcześniej.

### Żona
Pomimo tak wielkiej dewastacji jego pamięci, Clive nie tylko potrafi rozpoznać żonę, choć zarazem nie pamięta, by się kiedykolwiek wcześniej spotkali, reaguje też na nią niezmiennym oddaniem i adoracją. Sacks spekuluje, że znaczącą rolę odgrywa w tym fakt, że Wearing zachorował zaledwie rok po ślubie, gdy jego odczucia do Deborah były szczególnie intensywne. Odcisnęły się one w innych obszarach pamięci niż te związane z pamięcią epizodyczną i semantyczną, związanych z warunkowaniem emocjonalnym, które prawdopodobnie nie zostały tak wyniszczone.

Minęło 20 lat, odkąd Clive zachorował, i dla niego nic się nie zmieniło. Można powiedzieć, że wciąż tkwi w 1985 roku, czy raczej, biorąc pod uwagę jego amnezję wsteczną, w 1965. W innym sensie znajduje się nigdzie, zupełnie wypadł poza czas i przestrzeń. Nie posiada żadnej wewnętrznej narracji, nie wiedzie swojego życia jak reszta z nas. A jednak wystarczy spojrzeć na niego przy klawiaturze lub z Deborah, by poczuć, że w takich chwilach znowu jest sobą, cały i żywy.

{{Cytat}} Gołe linki: "źródło".

### Dziennik
Wearing prowadzi dziennik, w którym zapisuje minuta po minucie, co się z nim dzieje: "Godz. 8.31, jestem zupełnie obudzony. Godz. 9.06, teraz jestem całkowicie, w pełni obudzony. Godz. 9.34, jestem w najwyższym stopniu obudzony".